# Leipzig (regiune)
Leipzig este unul dintre cele trei Regierungsbezirke ale landului Saxonia, Germania, localizat în estul țării.
| Kreise (districte) 1. Delitzsch 2. Kamenz 3. Delitzsch 4. Döbeln 5. Leipziger Land 6. Muldental 7. Torgau-Oschatz | Kreisfreie Städte (orașe independente) 1. Leipzig |